# Sven Israelsson
Sven Israelsson   (Järna, 17 de gener de 1920 - 9 d'octubre de 1989) fou un esquiador suec, especialista en combinada nòrdica, que va competir durant les dècades de 1940 i 1950.
El 1948 va prendre part en els Jocs Olímpics d'Hivern de St. Moritz. Va guanyar la medalla de bronze en la combinada nòrdica, rere els finlandesos Heikki Hasu i Martti Huhtala. En aquests mateixos Jocs fou setzè en la cursa dels 18 quilòmetres del programa d'esquí de fons. En en seu palmarès també destaquen cinc campionats nacionals de combinada nòrdica individuals, el 1944, 1946, 1947, 1948 i 1950, i dos per equips, el 1947 i 1957.